# Menophra harutai
Menophra harutai là một loài bướm đêm trong họ Geometridae.